# British Home Championship 1934/35
Die British Home Championship 1934/35 war die 47. Auflage des im Round-Robin-System ausgetragenen Fußballwettbewerbs zwischen den vier britischen Nationalmannschaften von England, Irland (ab 1950/51 Nordirland), Schottland und Wales.
| Pl.                                            | Nationalmannschaft | Sp. | S | U | N | Tore    | Punkte |
| ---------------------------------------------- | ------------------ | --- | - | - | - | ------- | ------ |
| 1.                                             | England            | 3   | 2 | 0 | 1 | 006:300 | 04:20  |
| 2.                                             | Schottland         | 3   | 2 | 0 | 1 | 006:400 | 04:20  |
| 3.                                             | Irland             | 3   | 1 | 0 | 2 | 004:600 | 02:40  |
| 4.                                             | Wales              | 3   | 1 | 0 | 2 | 005:800 | 02:40  |
| England und Schottland teilten sich den Titel. |                    |     |   |   |   |         |        |

|                                                |   |            |           |
| 29. September 1934 in Cardiff (Ninian Park)    |   |            |           |
| Wales                                          | – | England    | 0:4 (0:2) |
| 20. Oktober 1934 in Belfast (Windsor Park)     |   |            |           |
| Irland                                         | – | Schottland | 2:1 (0:1) |
| 21. November 1934 in Aberdeen (Pittodrie Park) |   |            |           |
| Schottland                                     | – | Wales      | 3:2 (1:0) |
| 6. Februar 1935 in Liverpool (Goodison Park)   |   |            |           |
| England                                        | – | Irland     | 2:1 (1:0) |
| 27. März 1935 in Wrexham (Racecourse Ground)   |   |            |           |
| Wales                                          | – | Irland     | 3:1 (2:1) |
| 6. April 1935 in Glasgow (Hampden Park)        |   |            |           |
| Schottland                                     | – | England    | 2:0 (1:0) |